# Joe Maggard
Joseph "Joe" Maggard (n. Kentucky, 8 de dezembro de 1955) é um escritor, diretor, produtor e ator que interpretou Ronald McDonald em anúncios de McDonalds na década de 1990.